# Noceda del Bierzo
Noceda del Bierzo (leóni nyelven Ñoceda) település Spanyolországban, León tartományban. Lakosainak száma 605 fő (2024).

## Földrajza
Noceda del Bierzo Bembibre, Toreno, Igüeña és Folgoso de la Ribera községekkel határos.

## Népesség
A település lakosságának változását az alábbi diagram mutatja:
| Lakosok száma | 908  | 855  | 829  | 780  | 760  | 730  | 692  | 672  | 612  | 605  |
|               | 2001 | 2004 | 2007 | 2009 | 2012 | 2014 | 2017 | 2019 | 2022 | 2024 |